# Андріян Титович

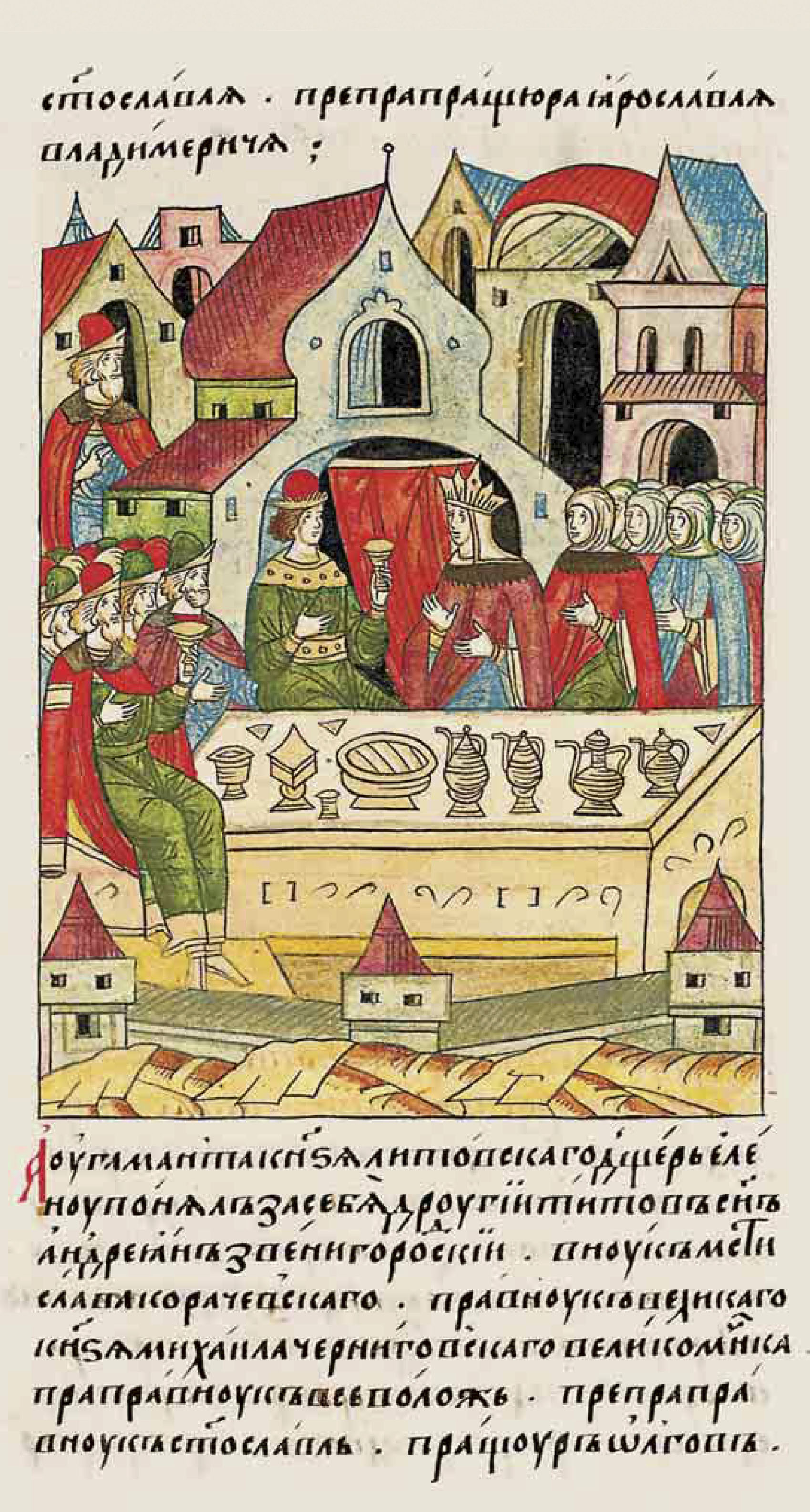
Весілля Андріяна й Олени, мініатюра з Лицевого літописного зводу

Андріян Титович — князь звенигородський другої половини XIV століття. Відповідно до пізнього Никонівського літопису XVI ст., він був 2-м сином Тита Мстиславича Козельського, мав старшого брата Святослава і молодшого Івана.   
Знаний головно тим, що побрався з Оленою, донькою литовського князя Гаманта, якого історик Юзеф Пузина потрактував як Ольгимонта Гольшанського. У шлюбі народився Федір, що вийшов «тѣломъ великъ зѣло, и храбръ на супостаты, и крѣпость и силу многу имѣя», звитяжив ординців. Той, своєю чергою, женився з неякоюсь Софією, приживши сина Олександра, котрий 1408 року виїхав до Московської Русі. 